# 대한민국 민법 제494조
대한민국 민법 제494조는 이행지를 달리하는 채무의 상계에 대한 민법 채권법 조문이다.

## 조문
제494조(이행지를 달리하는 채무의 상계) 각 채무의 이행지가 다른 경우에도 상계할 수 있다. 그러나 상계하는 당사자는 상대방에게 상계로 인한 손해를 배상하여야 한다.

第494條(履行地를 달리하는 債務의 相計) 各 債務의 履行地가 다른 境遇에도 相計할 수 있다. 그러나 相計하는 當事者는 相對方에게 相計로 因한 損害를 賠償하여야 한다.

## 참고 문헌
- 오현수, 일본민법, 진원사, 2014. ISBN 9788963463452
- 오세경, 대법전, 법전출판사, 2014 ISBN 9788926210277
- 이준현 , LOGOS 민법 조문판례집, 미래가치, 2015. ISBN 9791155020869